# Vilhelm Lauritzen
 For alternative betydninger, se Vilhelm Lauritzen (virksomhed).
Vilhelm Theodor Lauritzen (9. september 1894 i Slagelse – 22. december 1984) var en dansk arkitekt. Han studerede ved Det Kongelige Danske Kunstakademi.
I 1922 stiftede han arkitektfirma i eget navn, det nuværende Vilhelm Lauritzen A/S, hvor han var aktiv frem til 1969.
Han har bl.a. tegnet Radiohuset på Frederiksberg (1937–46), Folkets Hus på Vesterbro (det nuværende Vega, 1935–56) og en nu ikke længere brugt terminalbygning i Københavns Lufthavn (1937–39), der i dag alle er fredede.
Han har desuden stået bag bygninger som Daells Varehus (det nuværende Hotel Sankt Petri) i Indre By (1935), Gladsaxe Rådhus (1937), Shellhuset (1950–51) og Danmarks ambassade i Washington D.C. (1960), samt medvirket til TV-Byen i Gladsaxe (1959) og Københavns Lufthavns Terminal 2.
Han var Ridder af 1. grad af Dannebrog.

## Udvalgte værker
- Sommerhus, Rungsted Strandvej 65, Rungsted (1918, sammen med Ingeborg Zieler)
- Villa for sagfører Julius Møller, På Højden 15, Hellerup (1933)
- Daells Varehus, nu Hotel Sankt Petri, Nørregade/Krystalgade (1934-35, sammen med Frits Schlegel, ombygget)
- Villa, På Højden 25 (1936)
- Vilhelm Lauritzen Terminalen, Københavns Lufthavn (1937-39, fredet)
- Radiohuset, Rosenørns Allé, Frederiksberg (1937-46, fredet)
- Shellhuset, Kampmannsgade (1950-51)
- Folkets Hus, nu Vega, Enghavevej (1953-56, fredet)
- Hans eget hus, Bernstorffsvej 93B (1958)
- TV-Byen, Gladsaxe (1959)
- Danmarks ambassade i Washington D.C. (1960)
- Terminal 2, Københavns Lufthavn (1960)